# Pfalzi nyelv
A pfalzi nyelvet, más néven pfalzi német nyelvet (pfalziul Pälzischi Sprooch, németül Pfälzische Sprache) Németországban, Rajna-vidék-Pfalz tartományban beszélik mintegy egymillióan. A németek nem tekintik külön nyelvnek, és hivatalosan a pfalzi nyelv pfalzi dialektusok-ként szerepel (Pfälzische Dialekte), leggyakoribb érvként felhozva, hogy több nyelvjárásból tevődik össze, így nem homogén (mindez persze nem egy nyelvet jellemez). Ezenkívül a pfalzi, ha nem is hivatalos, de más területeken magas kvalitással képviselteti magát, és többen előszeretettel használják különféleképp, egyebek mellett a tartományban nagyon sok jelzőtáblán, üzletek tábláin van pfalzi nyelvű felirat, nem is beszélve az irodalomról, zenéről, néhány televíziós kísérletről és a rádióról. Külön pfalzi nyelvű Wikipédia is létezik.
A pfalzi magába foglalja a Rajna-menti frank dialektusokat és a lotaringiait is, utóbbi esetében többen szeretnek lotaringiai nyelvről beszélni. A pfalzi rokonságot mutat bizonyos tekintetben az erdélyi szász nyelvvel, egyik nyelvjáráscsoportja ugyanis a Mosel folyó mentén beszélt frank dialektus. Az erdélyi szászok ősei részben a Mosel vidékéről települtek le.

## Nyelvjárásai
Két alapvető csoportba sorolhatóak a pfalzi nyelvjárások: nyugat-pfalzi és belső-pfalzi. A nyelvjárásokat a különféle izoglosszák alapján lehet elkülöníteni:
- A moselfranki nyelvjárásban a das névelő dat.
- A hesseni nyelvjárásban a fest (tömör) melléknév fescht
- A dél- és kelet-frank nyelvjárásokban apfel (alma) és pfund (font mértékegység) appel és pund
- A lotaringiaiban a haus (ház) hus alakú

A nyugati és belső csoport között nagy különbségek vannak, de a határ menti nyelvjárások rendszerint megértik egymást a nyelvjárási kontinuumnak köszönhetően. A két csoport között a nyelvészet Bad Dürkheim és Kaiserslautern között húzza meg a határvonalat. Mindenütt a saját nyelvjárásukat alkalmazzák az emberek, és nagy hagyománya van a már fent is említett tábláknak: mindenki pfalzi nyelven nevezi saját boltját.
A pfalzi nyelvterület a Saar-vidéken is jelen van, illetve Franciaországban. Elzászban is akadnak pfalzi beszélők, ahol már a frank dialektusoktól elkülönülő, az alemann csoporthoz sorolható elzászi nyelv használatos. A nyugat-pfalzi nyelvjárásban a participium a múlt idejű igéknél keményen hangzik, mivel a magánhangzó szinte eltűnik a végén (gebroch). A belső-pfalziban viszont az igén belül esik ki a magánhangzó, a végén megmarad (gbroche).
A 18–19. században az Amerikába kivándorló németek közül sokan megőrizték a nyelvüket, különösen igaz az amishokra, a pennsylvaniai németekre, akiknek nyelve pfalzi eredetű. Az Alsó-Rajna mentén, Svájcban is akadnak pfalzi szigetek. A török kiűzését követően Magyarországon nagyszámú német telepedett le a Duna mentén, akiket dunai sváboknak neveztek. Nyelvjárásuk szintén pfalzi jellegű; szórványban élnek még Horvátországban és Szerbiában.

## Nyelvtani jellemzők
Példaként a haben igen ragozása a következőképp zajlik:
- A nyugat pfalziban: ich hann, du haschd, er hadd; mir hann, ihr hann, die hann. Az infinitív a hann.
- A belső pfalziban: ich hab, du hoschd, er hod; mir hänn, ihr hänn, die hänn. Infinitív alak a hawwe.
- A nyugat-pfalzi északi alnyelvjárásban hunn infinitívvel kell számolni: ich hunn, du hoschd, er hod; mir hunn, ihr hunn, die hunn.

Névmásai a következők:
- Hangsúlyos
  - Egyes szám
  - isch, mir, misch
  - du, dir, disch
  - der, dem, den / die, derre, die / des, dem, des
  - Többes szám
  - mir, uns, uns
  - ihr, eisch, eisch
  - die, denne, die
- Hangsúlytalan
  - Egyes szám
  - isch, ma, misch
  - d, da, disch
  - a, em, en / se, re, se / s, em, s
  - Többes szám
  - ma, uns, uns
  - da, eisch, eisch
  - se, ne, se

## A pfalzi nyelv helyzete
A pfalzi nyelv használata széles körben elterjedt ma is, érintve a politika és közigazgatás területét, ahol bár az írott szövegek német irodalmi nyelven vannak, de a szóbeli eszmecsere pfalziul történik. A tartományi vezetés politikusai felszólalásaikban pfalziul szólalnak fel a lakosság előtt, a hivatalokban a hivatalos ügyek intézésekor, sőt bírósági tárgyalásakor is rendszerint pfalziul beszélnek egymással az emberek. A gyerekek az iskolákban német nyelvet tanulnak, személyes beszélgetéseikben és tanárokkal folytatott beszélgetésekkor is többnyire a pfalzi nyelvet használják.
Mindez annak köszönhető, hogy a pfalzi nyelvet korábban olyan aktívan használta több terület is, az egyháztól kezdve az irodalmárokig, politikusokig, és szerves része a pfalzi népi hagyományoknak, amelynek révén igen magas szintű kultúrája volt a pfalzinak. Helmut Kohlra jellemző volt, hogy erősen pfalzi akcentussal beszélte a német nyelvet, ami miatt sokan megmosolyogták a kancellárt.

## A pfalzi költészet
A pfalzi költészet és próza kiemelkedően szép és becses az európai irodalomban. Több szerzője is igen híres manapság. Az alkotók nyelve képezte a pfalzi irodalmi nyelvet, de mindig törekedtek megőrizni saját nyelvjárásukat, ezért az írott nyelv nem tudott egységesedni, hogy homogén nyelvvé alakulhasson. Ez nehézséget okozott a pfalziaknak, hogy a más-más alkotók műveit is élvezhessék.
Bockenheimerben, Dannstadtban, Gonbachban és Wallhalbenben költészeti versenyeket rendeznek pfalzi nyelven, ahol a szerzők igyekeznek a pfalzi nyelvvel (elsősorban mindenki saját nyelvjárásával) minél nagyobb magasságokba törni a szépirodalomban. Dannstadtban 2001-ben már drámákat is mutattak be.
A pfalzi szépirodalom kialakulása a 19. század második felén indul, egész addig a folklór vagy az egyház használta. A legismertebb műve a pfalzi nyelvű irodalomnak Paul Münch A pfalzi világtörténet 1909-ből, amely humoros verses eposz. A következő évtizedekben Arno Reinfrank, Michael Bauer, Albert H. Keil, Walter Landin és Bruno Hain munkái révén alakult ki a pfalzi szépirodalom.

## Példaszöveg
A Miatyánk pfalzi nyelven (belső-pfalzi nyelvjárásban):
- Unser Vadder im Himmel / Doin Nåme soll heilisch soi, / Doi Reisch soll kumme, / Des wu du willschd, soll bassiere / wie im Himmel, so aach uff de Erd / Unser däglisch Brod geb uns heid, un vergebb uns unser Schuld / genauso wie mer denne vergewwe, wo an uns schuldisch worre sin. / Un duh uns ned in Versuchung fihre, / sondern erlees uns vum Beese. / Weil dir es Reisch geheerd / un die Kraft / und die Herrlischkeid / in Ewischkeid. / Aamen.